# 迈松 (厄尔-卢瓦省)
迈松（法語：Maisons，法語發音：[mɛzɔ̃] ⓘ）是法国厄尔-卢瓦省的一个市镇，属于沙特尔区。

## 地理
迈松（48°24'29"N, 1°50'43"E）面积9.5 平方千米，位于法国中央-卢瓦尔河谷大区厄尔-卢瓦省，该省份为法国北部内陆省份，北起顺时针与厄尔省、伊夫林省、埃松省、卢瓦雷省、卢瓦-谢尔省、萨尔特省和奧恩省接壤。
迈松的时区为UTC+01:00、UTC+02:00（夏令时）。

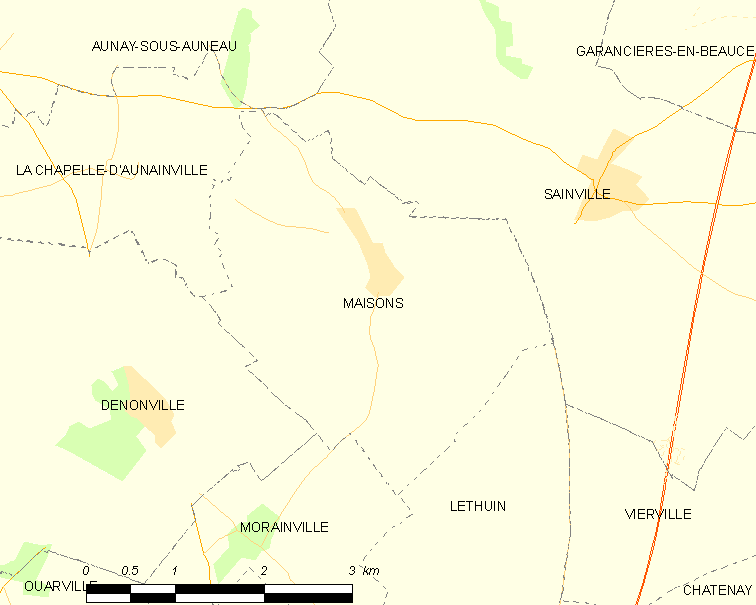
迈松的OSM定位图

## 行政
迈松的邮政编码为28700，INSEE市镇编码为28230。

## 政治
迈松所属的省级选区为欧诺县。

## 人口

1962-2008年间迈松人口变化图示

迈松于2022年1月1日时的人口数量为403人。